# Os del Tibet

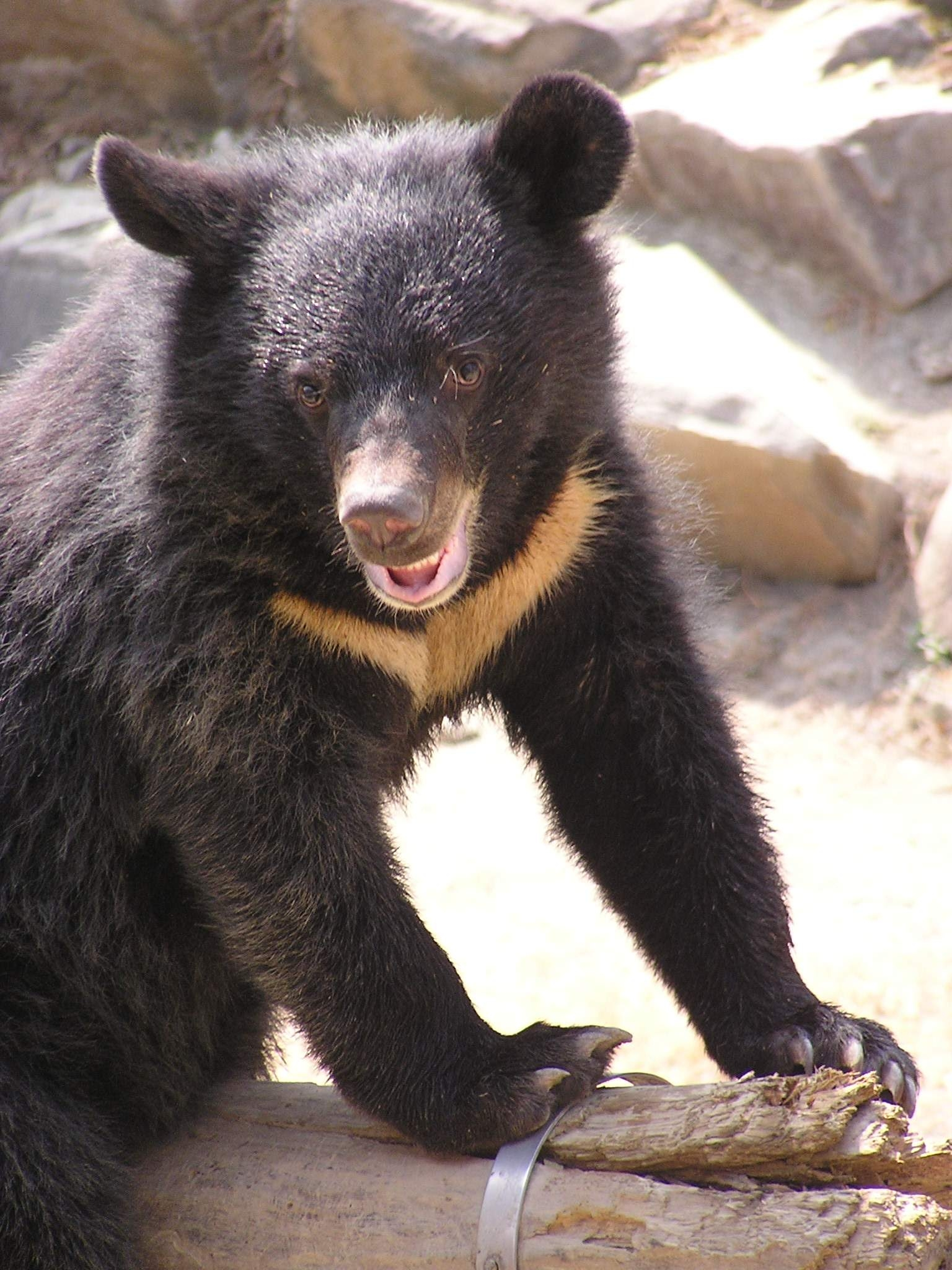
Ursus thibetanus formosanus

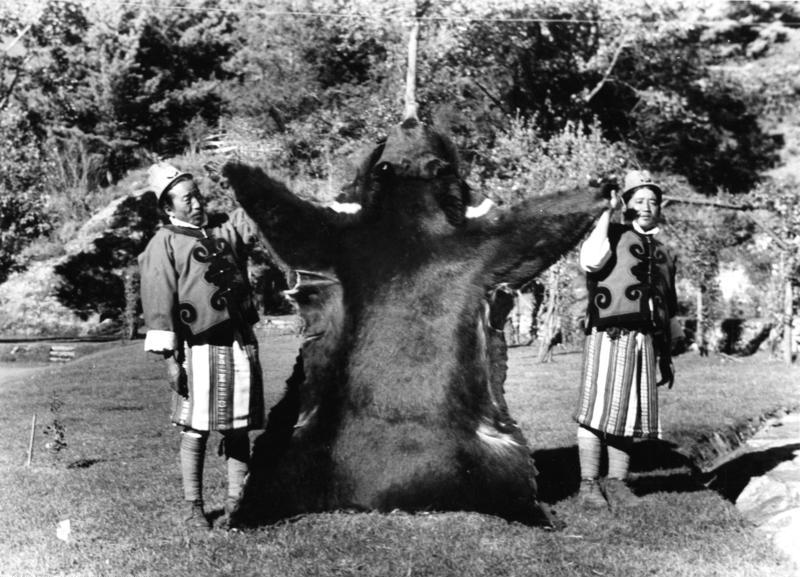
Pell d'un os del Tibet (c. 1938)

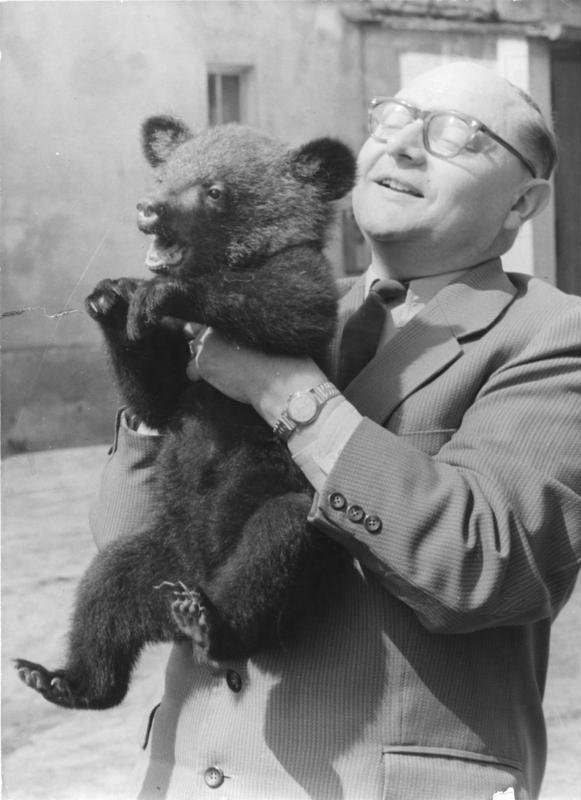
Cadell al zoo de Berlin

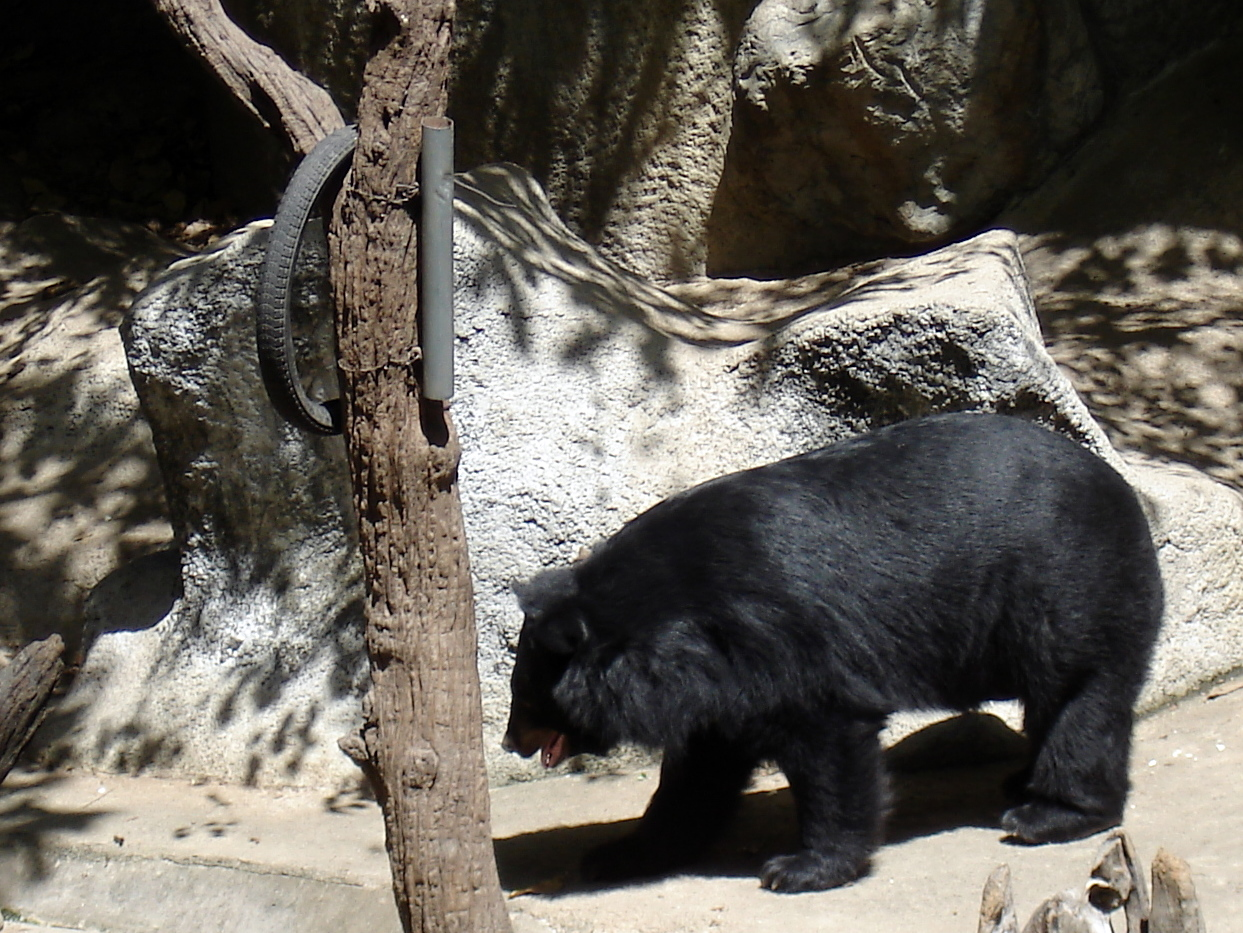
Al zoo Chiang Mai, de Tailàndia

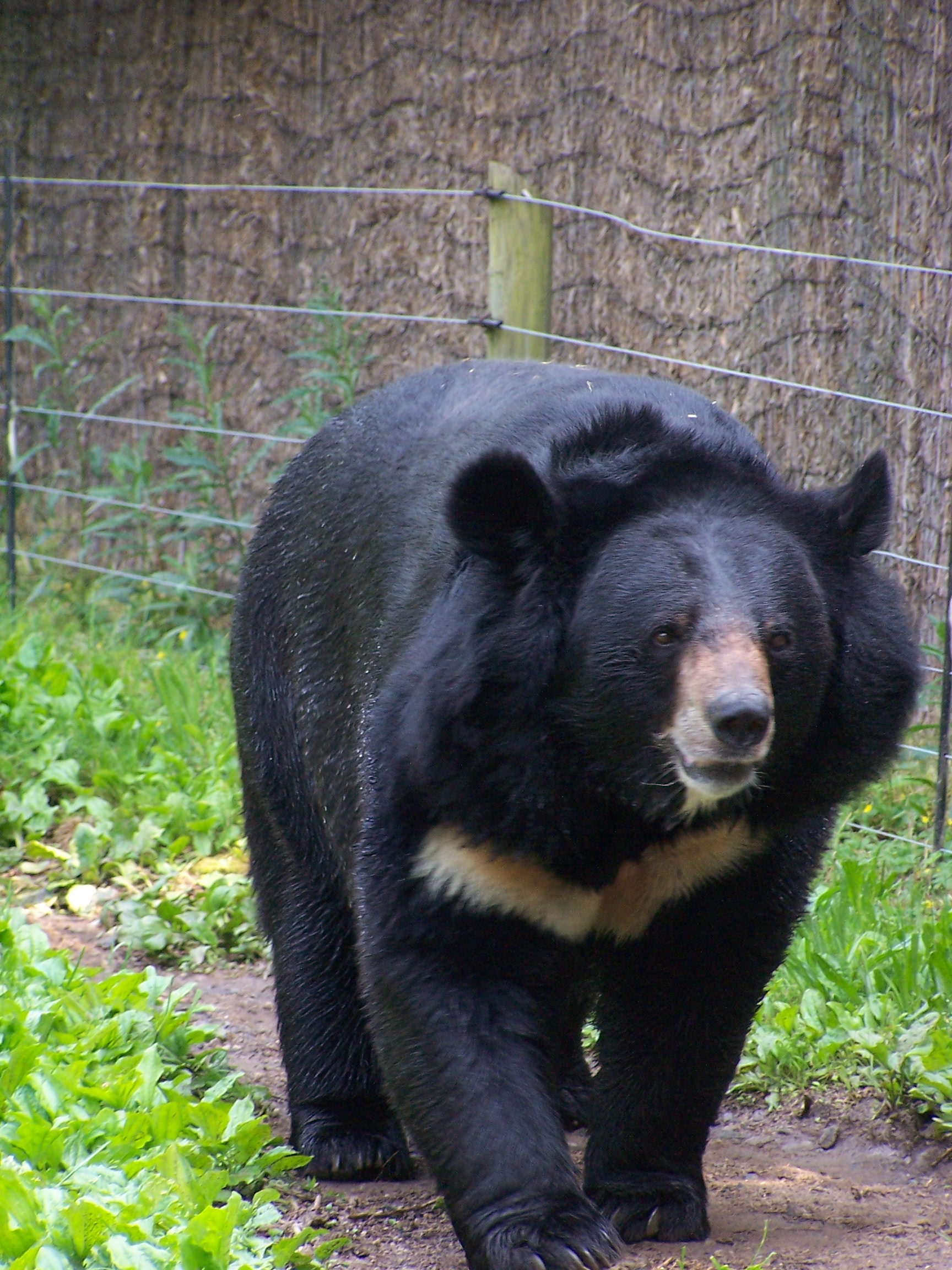
Os del Tibet

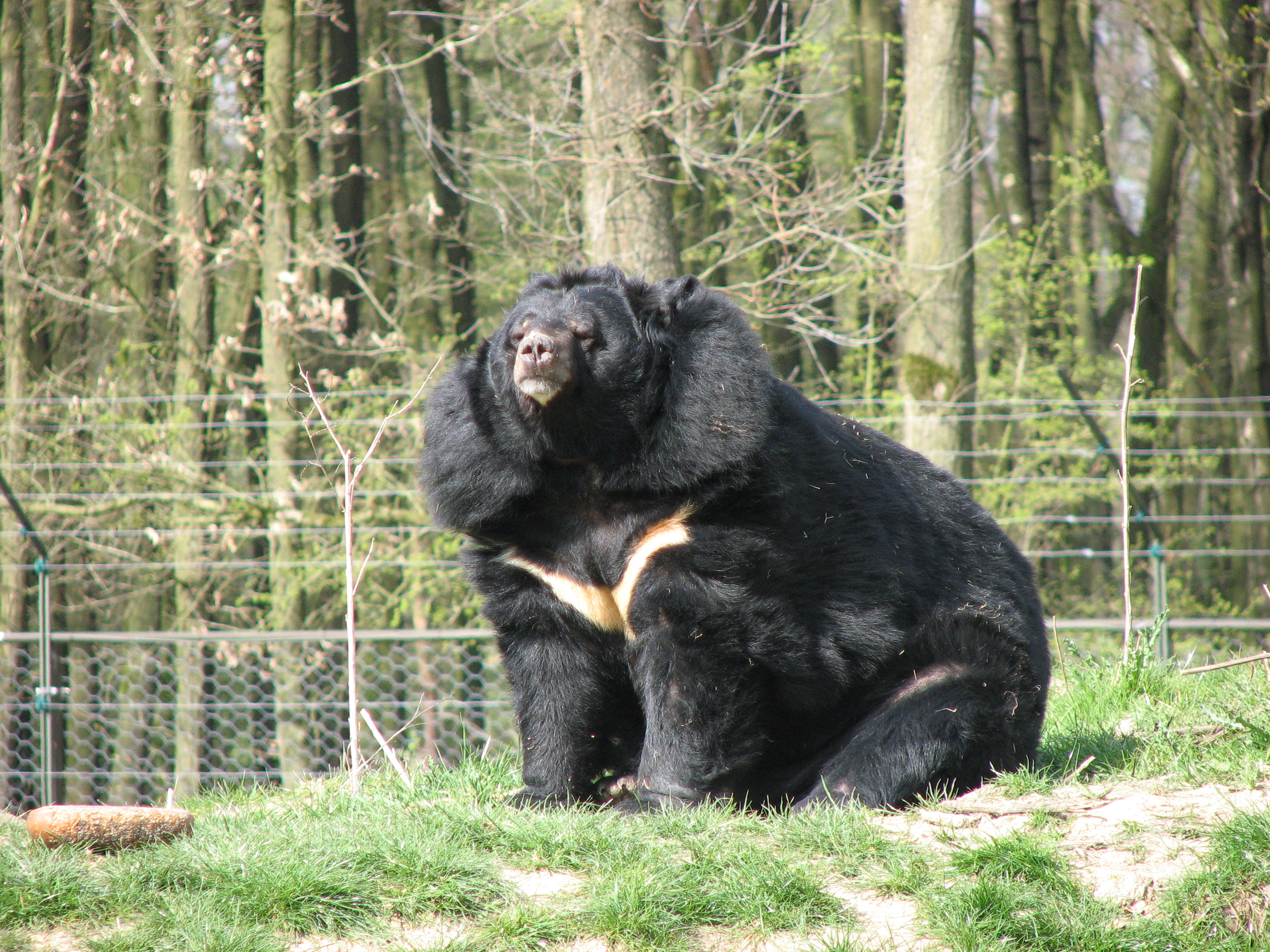
Os a Anholter Park, a Alemanya

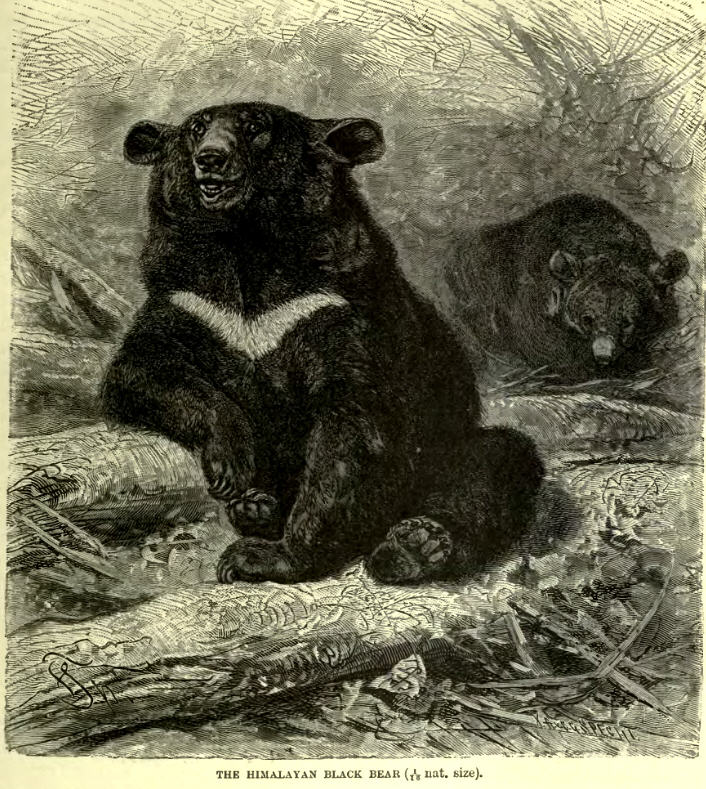
Il·lustració de l'any 1896

L'os del Tibet (Ursus thibetanus) és un os de mida mitjana, amb urpes esmolades i de pelatge negre amb una marca de color crema en forma de ve baixa al pit. És parent proper de l'os negre americà amb el qual comparteix un ancestre comú d'origen europeu.

## Descripció
- Creix fins a assolir entre 130 i 190 cm de llargària.
- Els mascles pesen entre 100 i 218 kg i les femelles entre 50 i 125 kg.[3]
- La cua fa uns 12 cm.[4]

## Hàbitat i distribució geogràfica
L'os tibetà té una àmplia zona de distribució des de l'est a l'oest del continent asiàtic. Se'l pot trobar en els boscos de les zones muntanyenques i de turons de l'est i el sud d'Àsia que comprenen Corea del Sud, Corea del Nord, Afganistan, el Pakistan, Bangladesh, el nord de l'Índia, el Nepal, Sikkim (un estat de l'Índia), Bhutan, Myanmar, Vietnam, el sud de Sibèria a Rússia, el nord-est de la Xina, Taiwan i Japó. Habita zones amb elevacions de fins als 4.700 m d'altitud, però el més freqüent és que habiti zones de menor alçada. En algunes zones comparteix el seu hàbitat amb l'os bru, més gran i fort. Malgrat ser més petit, l'os tibetà disposa d'un avantatge sobre el seu competidor: les seves habilitats com a escalador li permeten obtenir fruits i nous dels arbres. A la Xina, comparteix hàbitat amb l'os panda a la Reserva Natural de Woolong, on s'alimenta ocasionalment, entre altres aliments, de bambú, que és el menjar favorit del seu parent.

## Dieta
L'os tibetà és un omnívor que consumeix gran varietat d'aliments depenent de les oportunitats que se li presenten i de l'estació de l'any. A la tardor, s'engreixa menjant glans, castanyes, nous i altres fonts riques en greix. S'enfilen als arbres per obtenir aquests aliments, durant la recol·lecció de la primavera, quan el nou creixement de les plantes ofereix una recompensa pels ossos, que busquen bambú, gerds, hortènsies i altres plantes. També fan incursions als dipòsits de glans dels rosegadors o recullen els que han quedat en el sòl del bosc des de l'estiu, i molt rarament, poden menjar-se els rosegadors que capturen. Altres plantes que ofereixen menjar a l'estiu, inclouen els gerds, les cireres o l'herba. L'alimentació a base d'insectes, especialment les formigues, suposa un complement de la dieta d'estiu. L'os tibetà menja carronya i, a vegades, ataca al bestiar. També, quan li és possible, s'alimenta de vertebrats, principalment petits, com peixos, ocells, rosegadors i altres mamífers. Es creu que l'os tibetà és, en certa manera, més carnívor que el seu cosí americà. No obstant això, la carn només constitueix una petita part de la seva dieta.

## Depredadors
És depredat pel tigre.

## Comportament
Se sap que aquest os és bastant agressiu amb els éssers humans (més del que ho és l'os negre americà); hi ha nombrosos registres d'atacs i morts de persones a mans d'os tibetà. Això és probablement degut principalment al fet que l'os tibetà és més probable que entri en contacte amb persones, i en cas que s'espanti sovint reacciona atacant. A causa de la seva mida i distribució, els ossos adults tenen pocs enemics naturals, encara que poden arribar a representar fins al 7% de les preses dels tigres siberians, en les zones on comparteixen hàbitat. L'os tibetà no es converteix en presa dels tigres amb tanta freqüència com l'os bru, a causa de la seva habilitat per escapar del perill escalant ràpidament els arbres.

## Estat de conservació
Està catalogat com vulnerable dins la Llista Vermella de la UICN de la Unió Internacional per a la Conservació de la Natura. Es veu amenaçat principalment per la desforestació i pèrdua d'hàbitat. Els ossos són morts pels grangers a causa de l'amenaça que suposen pel bestiar, i també són impopulars, pel seu hàbit d'extreure l'escorça d'arbres de fusta valuosa.
L'os tibetà també es veu amenaçat per la caça, especialment per obtenir la bilis de la seva vesícula biliar, l'anomenada bilis d'os, que s'utilitza en la medicina tradicional xinesa. Des que la Xina va prohibir la caça furtiva d'ossos autòctons en el decenni dels 80, la bilis d'os s'ha subministrat als consumidors xinesos a través de granges especials, on els ossos es mantenen constantment en gàbies i subjectes, mentre els catèters inserits en les seves vesícules biliars permeten recollir per degoteig la bilis en un contenidor. Els partidaris d'aquesta pràctica sostenen que, sense aquestes explotacions, la demanda de bilis d'os seria un gran incentiu per a la caça furtiva i posaria a l'espècie ja en perill d'extinció, fins i tot en major risc. Els crítics però, afirmen que la pràctica és evidentment un acte cruel i inhumà, i que la bilis d'os sintètic, l'àcid ursodesoxicòlic, és tan eficaç com la natural i molt més barata.

## Subespècies
- Os negre de Formosa, Ursus thibetanus formosanus (Robert Swinhoe, 1864): Taiwan
- Os del Balutxistan, Ursus thibetanus gedrosianus (William Thomas Blanford, 1877): l'Iran i el Pakistan
- Os negre japonès,Ursus thibetanus japonicus (Hermann Schlegel, 1857): el Japó
- Ursus thibetanus laniger (Reginald Innes Pocock, 1932): l'Afganistan, el sud-est de l'Iran i el sud de la Xina
- Ursus thibetanus mupinensis (Pierre Marie Heude, 1901).[8] Sichuan (Xina)[9]
- Ursus thibetanus thibetanus (Cuvier, 1823).[8] Himàlaia i Indoxina[10]
- Ursus thibetanus ussuricus (Heude, 1901): el sud de Sibèria, el nord-est de la Xina i la Península de Corea[11][12]

## Longevitat
Té una esperança de vida de, si fa no fa, 25 anys.